# Poales
Poales Small è un ordine di piante generalmente erbacee monocotiledoni. Vi appartengono piante molto comuni come graminacee, bromeliacee e papiri.

## Descrizione
I fiori sono tipicamente piccoli, racchiusi da brattee e organizzati in infiorescenze. Solo il genere Mayaca possiede fiori solitari terminali.
I fiori di molte specie sono ad impollinazione anemofila.
Nei semi di solito è presente amido.

## Distribuzione e habitat
L'ordine Poales, che include oltre un terzo di tutte le monocotiledoni, ha una distribuzione cosmopolita.

## Tassonomia
Il sistema APG IV (2016) assegna all'ordine Poales le seguenti famiglie:
- Typhaceae Juss.
- Bromeliaceae Juss.
- Rapateaceae Dumort.
- Xyridaceae C.Agardh
- Eriocaulaceae Martinov
- Mayacaceae Kunth
- Thurniaceae Engl.
- Juncaceae Juss.
- Cyperaceae Juss.
- Restionaceae R.Br. (include Anarthriaceae e Centrolepidaceae)
- Flagellariaceae Dumort.
- Joinvilleaceae Toml. & A.C.Sm.
- Ecdeiocoleaceae D.W.Cutler & Airy Shaw
- Poaceae Barnhart

Il sistema Cronquist non contempla l'ordine Poales e assegna le famiglie soprastanti agli ordini Bromeliales, Cyperales, Hydatellales, Juncales, Restionales e Typhales.
Studi recenti pongono l'origine delle Poales nel Sud America circa 115 milioni di anni fa. I primi fossili scoperti includono polline e frutti datati al tardo cretaceo.

## Usi
La famiglia economicamente più importante è la Poaceae (sin. Gramineae), che include i cereali, come mais, orzo, miglio, riso, frumento, teff, etc.